# Campionato del mondo endurance 2013
Il Campionato del Mondo Endurance 2013 è la seconda stagione, dopo il ritorno nel 2012, del campionato del mondo endurance. La serie è organizzata dalla Federazione Internazionale dell'Automobile (FIA) e l'Automobile Club de l'Ouest (ACO).

## Calendario
| Gara | Evento                            | Circuito                       | Sede                       | Data              |
| ---- | --------------------------------- | ------------------------------ | -------------------------- | ----------------- |
| 1    | 6 Ore di Silverstone              | Silverstone Circuit            | Silverstone, Gran Bretagna | 14 aprile 2013    |
| 2    | 6 Ore di Spa-Francorchamps        | Circuito di Spa-Francorchamps  | Spa-Francorchamps, Belgio  | 4 maggio 2013     |
| 3    | 24 Ore di Le Mans                 | Circuit de la Sarthe           | Le Mans, Francia           | 22-23 giugno 2013 |
| 4    | 6 Ore di São Paulo                | Autódromo José Carlos Pace     | San Paolo, Brasile         | 1º settembre 2013 |
| 5    | 6 Ore del Circuito delle Americhe | Circuit of the Americas        | Austin, USA                | 22 settembre 2013 |
| 6    | 6 Ore del Fuji                    | Fuji Speedway                  | Oyama, Giappone            | 20 ottobre 2013   |
| 7    | 6 Ore di Shanghai                 | Shanghai International Circuit | Shanghai, Cina             | 10 novembre 2013  |
| 8    | 6 Ore del Bahrain                 | Bahrain International Circuit  | Sakhir, Bahrein            | 30 novembre 2013  |

## Scuderie e piloti

### LMP1
| Team                  | Auto                    | Motore                                  | Pneumatici | Nº | Piloti            | Gare      |
| --------------------- | ----------------------- | --------------------------------------- | ---------- | -- | ----------------- | --------- |
| Audi Sport Team Joest | Audi R18 e-tron quattro | Audi TDI 3.7 L Turbo V6 (ibrido diesel) | M          | 1  | André Lotterer    | Tutte     |
| Audi Sport Team Joest | Audi R18 e-tron quattro | Audi TDI 3.7 L Turbo V6 (ibrido diesel) | M          | 1  | Benoît Tréluyer   | Tutte     |
| Audi Sport Team Joest | Audi R18 e-tron quattro | Audi TDI 3.7 L Turbo V6 (ibrido diesel) | M          | 1  | Marcel Fässler    | Tutte     |
| Audi Sport Team Joest | Audi R18 e-tron quattro | Audi TDI 3.7 L Turbo V6 (ibrido diesel) | M          | 2  | Tom Kristensen    | Tutte     |
| Audi Sport Team Joest | Audi R18 e-tron quattro | Audi TDI 3.7 L Turbo V6 (ibrido diesel) | M          | 2  | Allan McNish      | Tutte     |
| Audi Sport Team Joest | Audi R18 e-tron quattro | Audi TDI 3.7 L Turbo V6 (ibrido diesel) | M          | 2  | Loïc Duval        | Tutte     |
| Audi Sport Team Joest | Audi R18 e-tron quattro | Audi TDI 3.7 L Turbo V6 (ibrido diesel) | M          | 3  | Marc Gené         | 2-3       |
| Audi Sport Team Joest | Audi R18 e-tron quattro | Audi TDI 3.7 L Turbo V6 (ibrido diesel) | M          | 3  | Oliver Jarvis     | 2-3       |
| Audi Sport Team Joest | Audi R18 e-tron quattro | Audi TDI 3.7 L Turbo V6 (ibrido diesel) | M          | 3  | Lucas Di Grassi   | 2-3       |
| Toyota Racing         | Toyota TS030 Hybrid     | Toyota 3.4 L V8 (ibrido)                | M          | 7  | Alexander Wurz    | 1-3, 6-8  |
| Toyota Racing         | Toyota TS030 Hybrid     | Toyota 3.4 L V8 (ibrido)                | M          | 7  | Nicolas Lapierre  | 1-3, 6-8  |
| Toyota Racing         | Toyota TS030 Hybrid     | Toyota 3.4 L V8 (ibrido)                | M          | 7  | Kazuki Nakajima   | 2-3, 6, 8 |
| Toyota Racing         | Toyota TS030 Hybrid     | Toyota 3.4 L V8 (ibrido)                | M          | 8  | Anthony Davidson  | Tutte     |
| Toyota Racing         | Toyota TS030 Hybrid     | Toyota 3.4 L V8 (ibrido)                | M          | 8  | Sébastien Buemi   | Tutte     |
| Toyota Racing         | Toyota TS030 Hybrid     | Toyota 3.4 L V8 (ibrido)                | M          | 8  | Stéphane Sarrazin | Tutte     |
| Rebellion Racing      | Lola B12/60             | Toyota RV8KLM 3.4 L V8                  | M          | 12 | Nicolas Prost     | 1-5, 7-8  |
| Rebellion Racing      | Lola B12/60             | Toyota RV8KLM 3.4 L V8                  | M          | 12 | Nick Heidfeld     | 1-5       |
| Rebellion Racing      | Lola B12/60             | Toyota RV8KLM 3.4 L V8                  | M          | 12 | Neel Jani         | 1-3       |
| Rebellion Racing      | Lola B12/60             | Toyota RV8KLM 3.4 L V8                  | M          | 12 | Mathias Beche     | 4-8       |
| Rebellion Racing      | Lola B12/60             | Toyota RV8KLM 3.4 L V8                  | M          | 12 | Andrea Belicchi   | 6-8       |
| Rebellion Racing      | Lola B12/60             | Toyota RV8KLM 3.4 L V8                  | M          | 13 | Andrea Belicchi   | 1-3       |
| Rebellion Racing      | Lola B12/60             | Toyota RV8KLM 3.4 L V8                  | M          | 13 | Mathias Beche     | 1-3       |
| Rebellion Racing      | Lola B12/60             | Toyota RV8KLM 3.4 L V8                  | M          | 13 | Congfu Cheng      | 1-3       |
| Strakka Racing        | HPD ARX-03c             | Honda LM-V8 3.4 L V8                    | M          | 21 | Nick Leventis     | 1-3       |
| Strakka Racing        | HPD ARX-03c             | Honda LM-V8 3.4 L V8                    | M          | 21 | Danny Watts       | 1-3       |
| Strakka Racing        | HPD ARX-03c             | Honda LM-V8 3.4 L V8                    | M          | 21 | Jonny Kane        | 1-3       |

| Key | Key |
| --- | --- |
| Iscrizione intera stagione * Conquistano punti per tutti i campionati                                                                                                 |     |
| Iscrizione aggiuntiva * I punti conquistati valgono solo per il campionato piloti                                                                                     |     |
| Terza vettura per costruttore * I punti conquistati valgono per il campionato piloti * Solo nella gara di Le Mans i punti conquistati valgono anche per i costruttori |     |

## Risultati e classifiche

### Classifica Piloti
Quattro titoli vengono assegnati ai piloti nella stagione 2013. Un Campionato del Mondo è riservato ai piloti LMP1 e LMP2. Una Coppa del Mondo è disponibile per i piloti delle categorie LMGTE. Inoltre, due Trofei FIA Endurance vengono assegnati anche ai piloti delle categorie LMP2 e LMGTE Am.

#### Classifica LMP1
| Pos. | Pilota                   | Team                  | SIL | SPA | LMS | SÃO | COA | FUJ | SHA | BHR | Punti totali |
| ---- | ------------------------ | --------------------- | --- | --- | --- | --- | --- | --- | --- | --- | ------------ |
| 1    | Allan McNish             | Audi Sport Team Joest | 1   | 2   | 1   | 2   | 1   | 2   | 3   | Rit | 162          |
| 1    | Loïc Duval               | Audi Sport Team Joest | 1   | 2   | 1   | 2   | 1   | 2   | 3   | Rit | 162          |
| 1    | Tom Kristensen           | Audi Sport Team Joest | 1   | 2   | 1   | 2   | 1   | 2   | 3   | Rit | 162          |
| 2    | André Lotterer           | Audi Sport Team Joest | 2   | 1   | 5   | 1   | 3   | 26  | 1   | 2   | 149,25       |
| 2    | Benoît Tréluyer          | Audi Sport Team Joest | 2   | 1   | 5   | 1   | 3   | 26  | 1   | 2   | 149,25       |
| 2    | Marcel Fässler           | Audi Sport Team Joest | 2   | 1   | 5   | 1   | 3   | 26  | 1   | 2   | 149,25       |
| 3    | Anthony Davidson         | Toyota Racing         | 3   | 4   | 2   | Rit | 2   | 27  | Rit | 1   | 106,25       |
| 3    | Sébastien Buemi          | Toyota Racing         | 3   | 4   | 2   | Rit | 2   | 27  | Rit | 1   | 106,25       |
| 3    | Stéphane Sarrazin        | Toyota Racing         | 3   | 4   | 2   | Rit | 2   | 27  | Rit | 1   | 106,25       |
| 4    | Alexander Wurz           | Toyota Racing         | 4   | Rit | 4   |     |     | 1   | 2   | Rit | 69,5         |
| 4    | Nicolas Lapierre         | Toyota Racing         | 4   | Rit | 4   |     |     | 1   | 2   | Rit | 69,5         |
| 5    | Mathias Beche            | Rebellion Racing      | 6   | 6   | 40  | 3   | 4   | 3   | 4   | Rit | 63,5         |
| 6    | Nicolas Prost            | Rebellion Racing      | 5   | 5   | 39  | 3   | 4   |     | 4   | Rit | 60           |
| 7    | John Martin              | G-Drive Racing        | 13  | 12  | SQ  | 4   | 5   | 5   | 5   | 3   | 53           |
| 7    | Mike Conway              | G-Drive Racing        | 13  | 12  | SQ  | 4   | 5   | 5   | 5   | 3   | 53           |
| 7    | Roman Rusinov            | G-Drive Racing        | 13  | 12  | SQ  | 4   | 5   | 5   | 5   | 3   | 53           |
| 8    | Nick Heidfeld            | Rebellion Racing      | 5   | 5   | 39  | 3   | 4   |     |     |     | 48           |
| 9    | Lucas Di Grassi          | Audi Sport Team Joest |     | 3   | 3   |     |     |     |     |     | 45           |
| 9    | Marc Gené                | Audi Sport Team Joest |     | 3   | 3   |     |     |     |     |     | 45           |
| 9    | Oliver Jarvis            | Audi Sport Team Joest |     | 3   | 3   |     |     |     |     |     | 45           |
| 10   | Bertrand Baguette        | OAK Racing            | 10  | 11  | 7   | 5   | 11  | 4   | 7   | 6   | 44,5         |
| 10   | Martin Plowman           | OAK Racing            | 10  | 11  | 7   | 5   | 11  | 4   | 7   | 6   | 44,5         |
| 10   | Roberto González         | OAK Racing            | 10  | 11  | 7   | 5   | 11  | 4   | 7   | 6   | 44,5         |
| 11   | Alex Brundle             | OAK Racing            | 8   | 9   | 8   | 11  | 10  | 7   | 6   | 4   | 42           |
| 11   | David Heinemeier Hansson | OAK Racing            | 8   | 9   | 8   | 11  | 10  | 7   | 6   | 4   | 42           |
| 11   | Olivier Pla              | OAK Racing            | 8   | 9   | 8   | 11  | 10  | 7   | 6   | 4   | 42           |
| 12   | Kazuki Nakajima          | Toyota Racing         |     | Rit | 4   |     |     | 1   |     | Rit | 37,5         |
| Pos. | Pilota                   | Team                  | SIL | SPA | LMS | SÃO | COA | FUJ | SHA | BHR | Punti totali |

| Colore  | Risultato             |
| ------- | --------------------- |
| Oro     | Vincitore             |
| Argento | 2º posto              |
| Bronzo  | 3º posto              |
| Verde   | Finito a punti        |
| Blu     | Finito senza punti    |
| Viola   | Ritirato (Rit)        |
| Viola   | Non classificato (NC) |
| Rosso   | Non qualificato (NQ)  |
| Nero    | Squalificato (SQ)     |
| Bianco  | Non partito (NP)      |
| Bianco  | Non ha gareggiato     |
| Bianco  | Infortunato (INF)     |
| Bianco  | Escluso (ES)          |
| Bianco  | Gara cancellata (C)   |

#### Classifica LMGTE Pro
Gianmaria Bruni ha vinto la FIA World Endurance Cup per piloti GT alla 6 Ore del Bahrain.
| Pos. | Pilota               | Team                    | SIL | SPA | LMS | SÃO | COA | FUJ | SHA | BHR | Punti totali |
| ---- | -------------------- | ----------------------- | --- | --- | --- | --- | --- | --- | --- | --- | ------------ |
| 1    | Gianmaria Bruni      | AF Corse                | 5   | 1   | 5   | 1   | 2   | 2   | 4   | 1   | 145          |
| 2    | Giancarlo Fisichella | AF Corse                | 5   | 1   | 5   | 1   | 2   | 2   | 4   | 3   | 135          |
| 3    | Stefan Mücke         | Aston Martin Racing     | 1   | 4   | 3   | 2   | Rit | 1   | 1   | Rit | 125.5        |
| 3    | Darren Turner        | Aston Martin Racing     | 1   | 4   | 3   | 2   | Rit | 1   | 1   | Rit | 125.5        |
| 4    | Marc Lieb            | Porsche AG Team Manthey | 4   | 5   | 1   | 4   | 4   | 4   | 6   | 4   | 123          |
| 4    | Richard Lietz        | Porsche AG Team Manthey | 4   | 5   | 1   | 4   | 4   | 4   | 6   | 4   | 123          |
| 5    | Toni Vilander        | AF Corse                | 2   | 3   | 4   | Rit | 3   | 9   | 5   | 1   | 108          |
| 6    | Patrick Pilet        | Porsche AG Team Manthey | 7   | Rit | 2   | 3   | 9   | 3   | 3   | 2   | 99.5         |
| 6    | Jörg Bergmeister     | Porsche AG Team Manthey | 7   | Rit | 2   | 3   | 9   | 3   | 3   | 2   | 99.5         |
| 7    | Kamui Kobayashi      | AF Corse                | 2   | 3   | 4   | Rit | 3   | 9   | 5   | 3   | 98           |
| 8    | Bruno Senna          | Aston Martin Racing     | 1   | 2   | Rit | Rit | 1   | 5   | 2   | Rit | 94           |
| 9    | Frédéric Makowiecki  | Aston Martin Racing     | 3   | 2   | Rit |     | 1   | 1   |     |     | 73.5         |
| 10   | Romain Dumas         | Porsche AG Team Manthey | 4   | 5   | 1   |     |     |     |     |     | 72           |
| 11   | Pedro Lamy           | Aston Martin Racing     | 3   | 6   | Rit | 11  | Rit | 13  | 2   | Rit | 42.75        |
| 12   | Timo Bernhard        | Porsche AG Team Manthey | 7   | Rit | 2   |     |     |     |     |     | 42           |
| Pos. | Pilota               | Team                    | SIL | SPA | LMS | SÃO | COA | FUJ | SHA | BHR | Punti totali |

#### Classifica LMP2
Bertrand Baguette, Martin Plowman e Ricardo González hanno vinto il Trofeo piloti LMP2 alla 6 Ore del Bahrain.
| Pos. | Pilota                   | Team           | SIL | SPA | LMS | SÃO | COA | FUJ | SHA | BHR | Punti totali |
| ---- | ------------------------ | -------------- | --- | --- | --- | --- | --- | --- | --- | --- | ------------ |
| 1    | Bertrand Baguette        | OAK Racing     | 4   | 3   | 1   | 2   | 7   | 1   | 3   | 4   | 141.5        |
| 1    | Martin Plowman           | OAK Racing     | 4   | 3   | 1   | 2   | 7   | 1   | 3   | 4   | 141.5        |
| 1    | Ricardo González         | OAK Racing     | 4   | 3   | 1   | 2   | 7   | 1   | 3   | 4   | 141.5        |
| 2    | Alex Brundle             | OAK Racing     | 2   | 2   | 2   | 6   | 6   | 3   | 2   | 2   | 132.5        |
| 2    | David Heinemeier Hansson | OAK Racing     | 2   | 2   | 2   | 6   | 6   | 3   | 2   | 2   | 132.5        |
| 2    | Olivier Pla              | OAK Racing     | 2   | 2   | 2   | 6   | 6   | 3   | 2   | 2   | 132.5        |
| 3    | John Martin              | G-Drive Racing | 6   | 4   | EX  | 1   | 1   | 2   | 1   | 1   | 132          |
| 3    | Mike Conway              | G-Drive Racing | 6   | 4   | EX  | 1   | 1   | 2   | 1   | 1   | 132          |
| 3    | Roman Rusinov            | G-Drive Racing | 6   | 4   | EX  | 1   | 1   | 2   | 1   | 1   | 132          |
| 4    | Luís Pérez Companc       | Pecom Racing   | 3   | 1   | 4   | 3   | 2   | 5   | Rit | 7   | 110          |
| 4    | Nicolas Minassian        | Pecom Racing   | 3   | 1   | 4   | 3   | 2   | 5   | Rit | 7   | 110          |
| 4    | Pierre Kaffer            | Pecom Racing   | 3   | 1   | 4   | 3   | 2   | 5   | Rit | 7   | 110          |
| 5    | Tor Graves               | Delta-ADR      | 1   | Rit | Rit | Rit | 4   | 4   | 4   |     | 56           |
| Pos. | Pilota                   | Team           | SIL | SPA | LMS | SÃO | COA | FUJ | SHA | BHR | Punti totali |

#### Classifica LMGTE
Jamie Campbell-Walter e Stuart Hall si sono assicurati il trofeo per i piloti LMGTE Am alla 6 Ore del Bahrain.
| Pos. | Pilota                | Team                    | SIL | SPA | LMS | SÃO | COA | FUJ | SHA | BHR | Punti totali |
| ---- | --------------------- | ----------------------- | --- | --- | --- | --- | --- | --- | --- | --- | ------------ |
| 1    | Jamie Campbell-Walter | Aston Martin Racing     | 4   | 4   | 5   | 1   | 1   | 2   | 3   | 5   | 129          |
| 1    | Stuart Hall           | Aston Martin Racing     | 4   | 4   | 5   | 1   | 1   | 2   | 3   | 5   | 129          |
| 2    | Rui Águas             | 8 Star Motorsports      | 3   | 1   | 8   | 2   | 4   | 4   | 1   | 2   | 128          |
| 2    | Enzo Potolicchio      | 8 Star Motorsports      | 3   | 1   | 8   | 2   | 4   | 4   | 1   | 2   | 128          |
| 3    | Jean-Karl Vernay      | IMSA Performance Matmut | 7   | 6   | 1   | 4   | 3   | 5   | 2   | 6   | 122          |
| 3    | Raymond Narac         | IMSA Performance Matmut | 7   | 6   | 1   | 4   | 3   | 5   | 2   | 6   | 122          |
| 4    | Kristian Poulsen      | Aston Martin Racing     | 1   | 2   | Rit | Rit | 2   | 1   | Rit | 1   | 104.5        |
| 4    | Christoffer Nygaard   | Aston Martin Racing     | 1   | 2   | Rit | Rit | 2   | 1   | Rit | 1   | 104.5        |
| 5    | Julien Canal          | Larbre Compétition      | 2   | 3   | 4   | 6   | 6   | 8   | 5   | 4   | 97           |
| 5    | Patrick Bornhauser    | Larbre Compétition      | 2   | 3   | 4   | 6   | 6   | 8   | 5   | 4   | 97           |
| Pos. | Pilota                | Team                    | SIL | SPA | LMS | SÃO | COA | FUJ | SHA | BHR | Punti totali |

### Campionati Costruttori
Due campionati costruttori si svolgono nel FIA WEC, uno per i prototipi sportivi e uno per le gran turismo. Il Campionato mondiale costruttori è aperto solo alle iscrizioni dei costruttori nella categoria LMP1 e i punti vengono assegnati solo alla voce con il punteggio più alto di ciascun produttore per ogni evento. La Coppa del Mondo per costruttori GT consente alle iscrizioni di LMGTE Pro e LMGTE Am di partecipare e consente alle prime due auto classificate di ciascun produttore di guadagnare punti per il loro totale. Audi si assicurò il suo secondo Campionato del Mondo Costruttori consecutivo alla 6 Ore del Fuji. La Ferrari ha vinto la sua seconda Coppa del Mondo consecutiva alla 6 Ore del Bahrain.

#### Classifica costruttori LMP1
| Pos. | Costruttore | SIL | SPA | LMS | SÃO | COA | FUJ | SHA | BHR | Punti totali |
| ---- | ----------- | --- | --- | --- | --- | --- | --- | --- | --- | ------------ |
| 1    | Audi        | 1   | 1   | 1   | 1   | 1   | 2   | 1   | 2   | 207          |
| 2    | Toyota      | 3   | 3   | 2   | Rit | 2   | 1   | 2   | 1   | 142.5        |
| Pos. | Costruttore | SIL | SPA | LMS | SÃO | COA | FUJ | SHA | BHR | Punti totali |

#### Classifica costruttori LMGTE
| Pos. | Costruttore  | SIL | SPA | LMS | SÃO | COA | FUJ | SHA | BHR | Punti totali |
| ---- | ------------ | --- | --- | --- | --- | --- | --- | --- | --- | ------------ |
| 1    | Ferrari      | 2   | 1   | 4   | 1   | 2   | 2   | 4   | 1   | 255          |
| 1    | Ferrari      | 5   | 2   | 5   | 6   | 3   | 8   | 5   | 3   | 255          |
| 2    | Aston Martin | 1   | 3   | 3   | 2   | 1   | 1   | 1   | 5   | 246.5        |
| 2    | Aston Martin | 3   | 5   | 8   | 5   | 5   | 5   | 2   | 8   | 246.5        |
| 3    | Porsche      | 4   | 4   | 1   | 3   | 4   | 3   | 3   | 2   | 230.5        |
| 3    | Porsche      | 7   | 9   | 2   | 4   | 7   | 4   | 6   | 4   | 230.5        |
| Pos. | Costruttore  | SIL | SPA | LMS | SÃO | COA | FUJ | SHA | BHR | Punti totali |

### Campionati a squadre
Le squadre di ciascuna delle quattro categorie del FIA WEC hanno diritto ai propri trofei FIA Endurance. Ogni vettura viene valutata separatamente, a differenza del 2012 in cui i risultati delle squadre sono stati combinati.

#### Trofeo LMP1 team privati
| Pos. | #  | Team             | SIL | SPA | LMS | SÃO | COA | FUJ | SHA | BHR | Punti totali |
| ---- | -- | ---------------- | --- | --- | --- | --- | --- | --- | --- | --- | ------------ |
| 1    | 12 | Rebellion Racing | 1   | 1   | 2   | 1   | 1   | 1   | 1   | Rit | 173.5        |
| 2    | 21 | Strakka Racing   | Rit | 2   | 1   |     |     |     |     |     | 68           |
| Pos. | #  | Team             | SIL | SPA | LMS | SÃO | COA | FUJ | SHA | BHR | Punti totali |

#### Trofeo LMP2 team
| Pos. | #  | Team                    | SIL | SPA | LMS | SÃO | COA | FUJ | SHA | BHR | Punti totali |
| ---- | -- | ----------------------- | --- | --- | --- | --- | --- | --- | --- | --- | ------------ |
| 1    | 35 | OAK Racing              | 4   | 3   | 1   | 2   | 7   | 1   | 3   | 4   | 141.5        |
| 2    | 24 | OAK Racing              | 2   | 2   | 2   | 5   | 6   | 3   | 2   | 2   | 134.5        |
| 3    | 26 | G-Drive Racing          | 6   | 4   | EX  | 1   | 1   | 2   | 1   | 1   | 132          |
| 4    | 49 | Pecom Racing            | 3   | 1   | 3   | 3   | 2   | 5   | Rit | 6   | 118          |
| 5    | 41 | Greaves Motorsport      | 5   | DNS | 4   | 4   | 4   |     | 5   | 3   | 81           |
| 6    | 25 | Delta-ADR               | 1   | Rit | Rit | Rit | 4   | 4   | 4   | 5   | 66           |
| 7    | 32 | Lotus                   | NC  | 5   | Rit | Rit | 3   | 6   | 6   | Rit | 37           |
| 8    | 31 | Lotus                   | Rit | 6   | Rit | Rit | Rit | 7   | Rit | Rit | 11           |
| 9    | 28 | Gulf Racing Middle East |     | 7   | Rit |     |     |     |     |     | 6            |
| Pos. | #  | Team                    | SIL | SPA | LMS | SÃO | COA | FUJ | SHA | BHR | Punti totali |